# Iwaya Sazanami

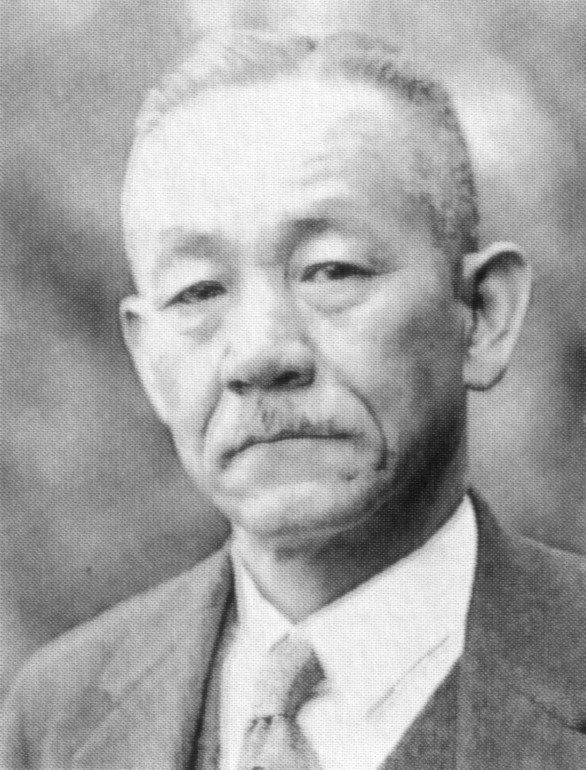
Iwaya Sazanami

Iwaya Sazanami (japanisch 巌谷 小波 eigentlicher Name Iwaya Sueo (巌谷 季雄); geboren 4. Juli 1870 in Tokio; gestorben 5. September 1933 ebenda) war ein japanischer Autor, bekannt für seine Märchenbuch-Ausgaben.

## Leben und Wirken

### Die Familie
Iwaya Sazanami stammte aus einer Samurai-Familie, die seit Generationen als Ärzte für den Mizuguchi-Klan in der Provinz Ōmi tätig war. Sein älterer Bruder Ritsutarō (立太郎; 1857–1891), der 1877 nach Deutschland geschickt worden war, um an der Bergakademie Freiberg Bergbau zu studieren, erkrankte jedoch und musste 1881 nach Japan zurückkehren. Der zweite Sohn Benjirō (辨次郎; 1861–1934) studierte Bauwesen in Tōkyō und in England. Später leitete er eine Stahlbetonfirma in Tōkyō.

### Sazanami
Der dritte Sohn, Sazanami, eigentlich Sueo (季雄), sollte Medizin studieren und lernte daher seit seinem siebten Lebensjahr Deutsch, zunächst zu Hause, dann an einer Privatschule. 1880 erhielt er von seinem Bruder aus Deutschland das Märchenbuch „Der Jugend Lieblings-Märchenschatz“, verfasst und herausgegeben von Otto Spamer. 1883 besuchte er die Vorbereitungsschule für das Medizinstudium, fand aber keinen Gefallen an der Medizin. Ab 1885 besuchte er die „Schule des Deutschvereins“ (独逸学協会学校), wo auch Lehrer wie Wilfried Spinner und Otto Hering unterrichteten. 1887 wurde Sazanami von Hering christlich getauft.
1889 lernte Sasanami Kitao Jirō (北尾次郎; 1853–1907) kennen, der in Deutschland Physik und Mathematik studiert hatte und der ihn mit der deutschen Literatur bekannt machte. 1892 begann Sazanami als Feuilletonjournalist für die Zeitung „Kyōto Hinode Shimbun“ (京都日出新聞) zu arbeiten. Daneben war er für den Verlag Hakubunkan tätig, schrieb Märchen für Kinderzeitschriften und gab von 1894 bis 1869 eine Sammlung japanischer Märchen unter dem Titel „Nihon mukashi-banashi“ (日本昔噺) heraus.

### Deutschland
Der Verlag Hakubunkan, bei dem ab 1899 Sazanamis Sammlung „Sekai otogi banashi“ (世界お伽話) erschien, unterstützte Sazanamis Wunsch, Deutschland kennenzulernen, indem er der Aufenthalt für zwei Jahre bezahlte. So konnte Sazanami 1900 nach Deutschland reisen, wo ihn sein Bruder Benjirō in Berlin empfing. Sazanami war in Berlin sehr am Theater interessiert, besuchte auch die Oper und Zirkusvorstellungen. Er war als Lektor am 1887 gegründeten Seminar für Orientalische Sprachen tätig, war aktiv in der Japanisch-Deutschen Gesellschaft „Wa-Doku-kai“ (和独会) und ganz allgemein in der Japanischen Kolonie. Seine Eindrücke verarbeitete er in den „Berliner Skizzen“. Im September 1902 reiste er wieder nach Japan zurück.

### Wieder zurück
In Japan nahm Sazanami seine Arbeit im Verlag wieder auf. Daneben wirkte er als Dozent für deutsche Literaturgeschichte an der Waseda-Universität. Er wurde in staatlichen Kommissionen zu Themen wie Literatur, Kunst und Erziehung, berufen. 1918 verließ er Hakubunkan als Mitarbeiter, blieb dem Verlag aber als Berater verbunden. 1926 wurde ihm der Dänische Dannebrogorden II. Klasse verliehen für die Verbreitung von Andersens Werken in Japan. Er hielt Vorträge, nicht nur in Japan, sondern auch in Korea, Taiwan, China und auf den Philippinen.
Von 1928 bis 1930 erschienen seine gesammelten Werke unter dem Titel „Sazanami otogi zenshū“ (小波お伽全集) in 12 Bänden. 1933 erkrankte Sazanami auf einer Vortragsreise und starb an den Folgen. Bestattet wurde er auf dem Friedhof Tama, Tōkyō.

## Werke
- Berliner Skizzen und andere Schriften. Herausgegeben von Hartmut Walravens unter Mitarbeit von Setsuko Kuwabara. Asien und Afrika-Studien 40 der Humboldt-Universität zu Berlin. Harrassowitz Verlag, 2013. ISSN 0948-9789. ISBN 978-3-447-06827-7.